# 多爾蒂 (加利福尼亞州阿拉米達縣)
多爾蒂（英語：Dougherty）是位於美國加利福尼亞州阿拉米達縣的一個非建制地區。該地的面積和人口皆未知。该定居点的南部后来成为都伯林。

## 地理
多爾蒂的座標為37°42′40″N 121°54′35″W / 37.71111°N 121.90972°W，而該地的平均海拔高度為106米（即348英尺）。